# 8317 Eurysaces
8317 Eurysaces è un asteroide troiano di Giove del campo greco. Scoperto nel 1960, presenta un'orbita caratterizzata da un semiasse maggiore pari a 5,2969453 UA e da un'eccentricità di 0,0456177, inclinata di 0,94621° rispetto all'eclittica.
L'asteroide è dedicato a Eurisace, il figlio di Aiace Telamonio.